# Internet der dingen

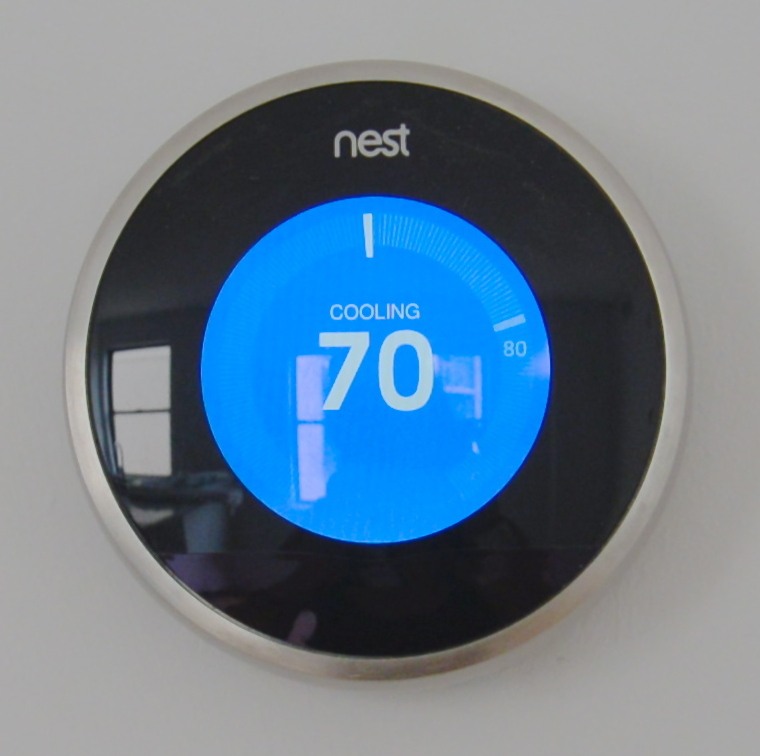
Een "slimme" thermostaat van Google Nest

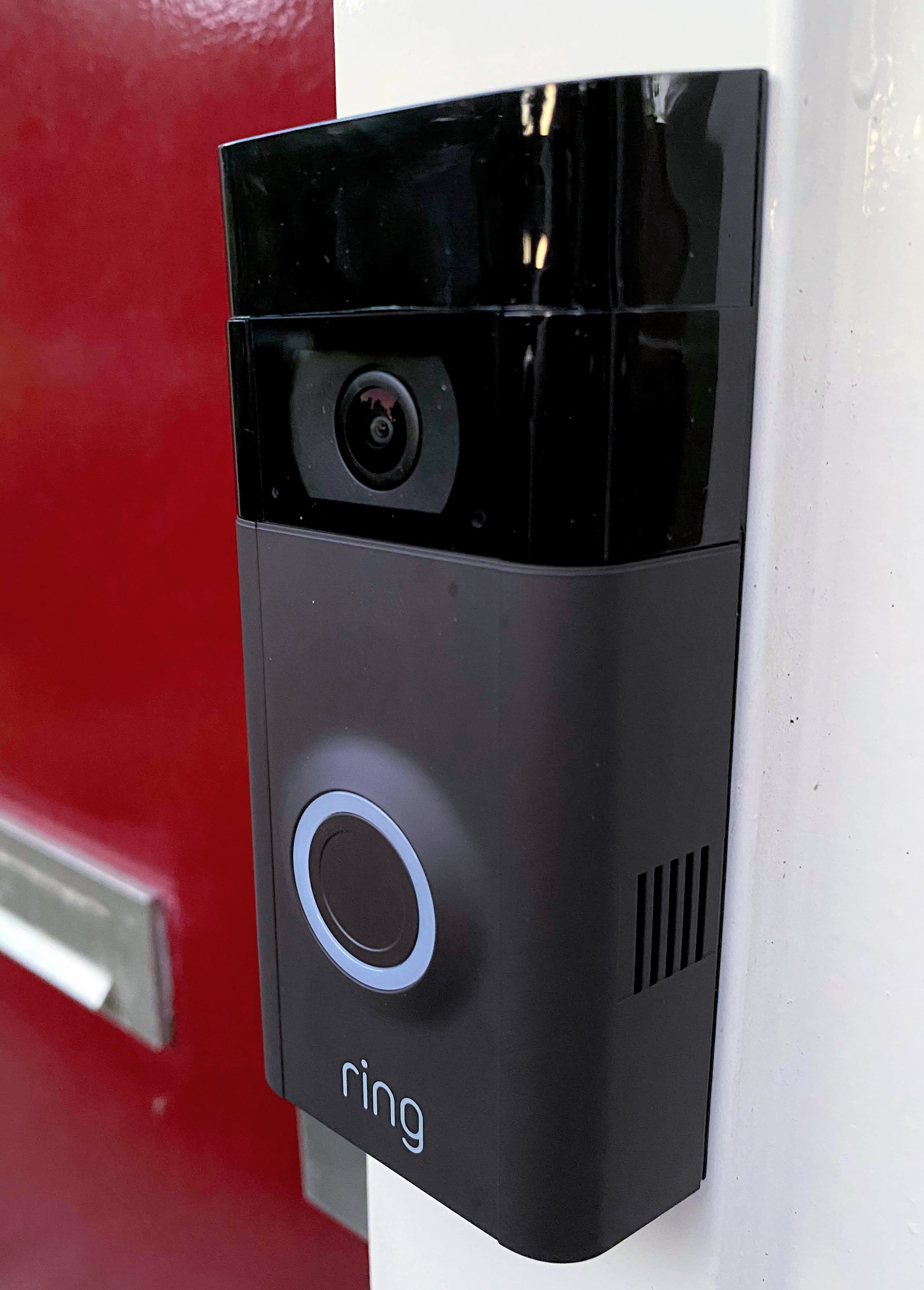
Een "slimme" deurbel van Ring

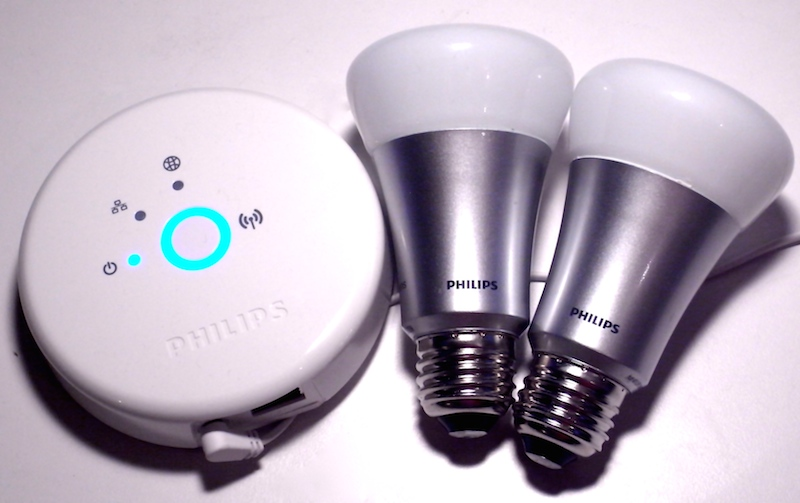
Philips Hue-verlichting

Het internet der dingen (Engels: Internet of Things; IoT) is het geheel aan apparaten ("dingen") dat via internetverbindingen met andere apparaten of systemen in contact staat en daarmee gegevens uitwisselt. Alledaagse voorwerpen fungeren als een entiteit op het internet, kunnen communiceren met personen en met andere objecten, en op grond hiervan autonome beslissingen nemen. De mogelijkheden die ontstaan wanneer fysieke objecten en de virtuele wereld samenkomen, vormen een belangrijk aspect van het internet der dingen.
Het internet der dingen representeert een nieuwe technologische fase waarin het internet niet alleen door mensen wordt gebruikt, maar ook door apparaten zelf, zonder menselijke inmenging. In een mogelijke toekomst zullen door mensen bediende computers (desktops, laptops, tablets, smartphones) in de minderheid zijn op het internet. De meerderheid van de internetgebruikers zal in deze toekomstvisie bestaan uit semi-intelligente, "slimme" apparaten. Met gebruik van sensors kunnen slimme apparaten hun omgeving in zich opnemen, en via ingebedde netwerktechnologie kunnen ze met elkaar communiceren, internetdiensten gebruiken en met mensen communiceren.
Het aantal apparaten dat aan het internet der dingen verbonden is, werd in 2018 geschat op 10 miljard en zal naar verwachting groeien naar 64 miljard in 2025.

## Voordelen en nadelen
Verwachte voordelen van het internet der dingen zijn:
- commercieel: efficiëntere processen, minder kosten voor logistiek/opslag, verkoop meer toegespitst op klanten;[6]
- sociaal en politiek: duidelijkere informatie voor klanten en burgers, betere zorg, betere veiligheid (bijvoorbeeld in het verkeer);
- persoonlijk: nieuwe diensten die het leven aangenamer en veiliger maken.

Daarnaast worden ook nadelen gezien. "Slimme" apparaten zijn feitelijk niet meer dan computers bestaande uit hard- en software. Deze kan kwetsbaarheden bevatten, die door kwaadwillenden misbruikt kunnen worden. Gecompromitteerde apparaten kunnen zodoende een bedreiging vormen voor de privacy, bijvoorbeeld wanneer kwaadwillenden informatie onderscheppen uit het apparaat. Tevens vormen gecompromitteerde apparaten een risico voor de stabiliteit van de internet-infrastructuur, bijvoorbeeld wanneer zij onderdeel worden van een botnet. Vanwege de omvang van het aantal apparaten wereldwijd, kan een botnet van gecompromitteerde IoT-apparaten bijvoorbeeld een grote DDoS-aanval veroorzaken met verstrekkende gevolgen. 

## Verouderde betekenis
Kevin Ashton, toenmalig hoofd van het Auto-ID Center van het MIT, gebruikte in 1999 de term "internet der dingen", maar de discussie hierover dateert op zijn minst van 1991. Destijds werd echter vooral gedacht aan toepassingen met RFID. Door alle objecten, inclusief mensen, van identifiers te voorzien, zou de fysieke wereld geïnventariseerd en geregeld kunnen worden door computers. Te denken valt bijvoorbeeld ook aan het volgen van het transport van pakketjes.

## Technologie
Het internet der dingen wordt mogelijk gemaakt door een aantal basistechnologieën. Dat betekent dat de meeste toepassingen op een groot aantal van de onderstaande technologieën gebaseerd zullen zijn.
Communicatie en samenwerking
Apparaten (objecten) kunnen communiceren met het internet, of zelfs met elkaar. Ze kunnen gebruikmaken van internet-data en -services, en dan hun eigenschappen veranderen (bijvoorbeeld van stilstaand naar rijdend). Hierbij zijn ontwikkelingen in draadloze communicatie zoals UMTS en wifi cruciaal.
Adresseerbaarheid
Als adres van het object heeft een IP-adres het voordeel dat dit goed gestandaardiseerd is, en dus goed samenwerkt met het netwerk. Door het internet der dingen neemt het aantal benodigde IP-adressen naar verwachting explosief toe. Een vereiste is immers dat elk object een eigen 'adres' heeft. Door de nu al plaatsvindende overgang van IPv4 naar IPv6 wordt voorzien in de behoefte aan (zeer) grote aantallen IP-adressen.
Identificatie
De apparaten (objecten) moeten uniek identificeerbaar zijn. Voor passieve objecten (d.i. objecten zonder energiebron) kan identificatie via RFID of barcodes plaatsvinden. Hierbij kan een RFID-lezer of mobiele telefoon als medium fungeren. Hierdoor kan een object (bv. een tandwiel met barcode) gelinkt worden aan informatie die elders daarover opgeslagen is (niet zozeer over wat voor tandwiel het is, maar over welk tandwiel het is; bijvoorbeeld dat het tandwiel in jaar x aan fabriek y verkocht is en onderdeel is van machinenummer 123456).
Sensors
Met een sensor verzamelen apparaten data over hun omgeving. Ze leggen deze vast of sturen ze door of reageren er direct op. Sensors zetten een analoog signaal (bijvoorbeeld temperatuur of lichtintensiteit) om in een digitaal signaal (enen en nullen), zie analoog-digitaalomzetter.
Actuatoren
Via een actuator beïnvloeden de apparaten de fysieke wereld. Een actuator zet een signaal om in een actie, bijvoorbeeld een beweging.
Ingebedde informatieverwerking
Slimme apparaten hebben een microcontroller en opslagcapaciteit voor informatie, zie embedded system.
Lokalisatie
In het internet der dingen moeten de objecten gevonden kunnen worden, dat wil zeggen: gelokaliseerd en herkend via opzoekdiensten. Denk hierbij aan hoe mobiele telefoons gevonden en gelokaliseerd worden. 
Apparaten zijn zich 'bewust' van hun fysieke locatie. Dit gebeurt door deze zelf vast te stellen, dan wel doordat deze bepaling voor hen gedaan wordt. gps en mobiele-communicatietechnologie maken dit mogelijk. In Groot-Brittannië is men inmiddels begonnen het frequentiespectrum anders in te richten vanwege het internet der dingen.
Gebruikersinterface
Slimme objecten moeten met mensen kunnen communiceren, dit gebeurt direct dan wel indirect (via smartphone). Hierbij zijn vooral technologieën als spraakherkenning, beeldherkenning en geluidsherkenning van belang.

## Eisen
Om het internet der dingen praktisch haalbaar te maken, moet de onderliggende technologie aan diverse eisen voldoen. Deze eisen liggen op de volgende gebieden:
- schaalbaarheid: zowel lokaal gebruik als gebruik op grote schaal
- mobiele 'dingen' moeten in staat zijn om spontaan en zelfstandig zich te configureren en verbindingen op te zetten
- interoperabiliteit, bijvoorbeeld via (waar nodig) standaardisatie
- vindbaarheid: een gebruiker zal via een 'zoekmachine' willen achterhalen waar een 'ding' zich bevindt en in welke toestand het verkeert
- software
- managen van grote datavolumes
- correcte en nauwkeurige interpretatie van de door sensoren vergaarde gegevens
- veiligheid en privacy: bij 'dingen' zullen er extra regels komen die aangeven wat (en wanneer) zij wel of niet mogen; ook zal gewaarborgd moeten zijn dat 'dingen' niet kunnen worden gehackt
- fouttolerantie door redundantie en het kunnen aanpassen aan gewijzigde omstandigheden
- energie: vanwege praktische bezwaren van batterijen (grootte en gewicht) zullen creatieve oplossingen nodig zijn voor de energievoorziening van bijvoorbeeld sensoren
- draadloze communicatie over zo kort mogelijke afstanden (enkele centimeters) maakt meer oplossingen mogelijk (bv. inductie)
- draadloze communicatie algemeen; vanwege de energieconsumptie zijn GSM, UMTS, wifi en bluetooth minder geschikt; nieuwere technieken zijn weliswaar smalbandiger maar ze gebruiken ook minder energie

## Toepassingen
Er zijn al veel embedded systemen permanent, of tijdelijk met het internet verbonden. Zo zijn er onder meer moderne fototoestellen, kopieerapparaten, wasmachines, robots, auto's. Van de overgrote meerderheid hiervan kan echter niet gezegd worden dat ze hun omgeving in zich opnemen, of met wie dan ook een communicatie starten. De apparaten zijn misschien wel in de meerderheid op het internet, maar er is wellicht nog geen sprake van een internet der dingen.
Domotica-systemen en activiteitstrackers kunnen een toepassing zijn van het internet der dingen.
In Australië planten biologen jaarlijks door het hele land circa een miljoen graanplantjes om te zien onder welke condities welke soorten het beste groeien. Met een klein team moeten nu zowel de omgevingsomstandigheden als de groeisnelheid van het graan worden gemonitord. Dit wordt opgelost via een draadloos netwerk met sensoren.
In de sport worden al sensoren ingezet om gegevens over workouts te verzamelen. De gegevens worden zonder menselijke tussenkomst verstuurd naar een centraal punt en daar verwerkt. Sporters of hun trainers kunnen inloggen op een website om de voortgang te analyseren.
Er wordt gewerkt aan een tandenborstel die verbinding kan maken met een smartphone om zo tijdens het poetsen te vertellen hoelang en in welke mondhoeken er moet worden gepoetst.
Het Dyconetproject, uitgevoerd bij het Fraunhofer-Institut für Materialfluss und Logistic (IML) in Dortmund, heeft betrekking op intelligente luchtvrachtcontainers. Het betreft containers die hun omgeving volgen via sensors, enige intelligentie hebben en zelf communicatie initiëren, ook met andere containers.
In oktober 2014 werd door de Europese Commissie een subsidie toegekend voor het 'Triangulum'-project, dat beoogt van Eindhoven (Nederland), Stavanger (Noorwegen) en Manchester (Groot-Brittannië) 'smart cities' te maken. Sensornetwerken en geïntegreerde ICT-systemen zijn onderdeel van het project.

## Standaarden
In juli 2014 werd door vijf technologiebedrijven het Open Internet Consortium opgericht, dat als doel heeft de ontwikkeling van standaarden voor het internet der dingen. Uitgangspunten zijn diverse reeds bestaande connectiviteitsoplossingen. Als eerste resultaat wordt opensourcecode verwacht voor specifieke smart-home- en office-oplossingen.

## Kritiek
Sommigen beschouwen het internet der dingen als een technische stap vooruit, anderen tonen terughoudendheid.
Peter-Paul Verbeek, hoogleraar techniekfilosofie aan de Universiteit van Twente, schrijft dat technologie nu al onze morele besluitvorming beïnvloedt, wat weer gevolgen heeft voor privacy en autonomie. Hij waarschuwt tegen het beschouwen van technologie als slechts een 'werktuig' en vindt dat we het moeten zien als een actieve entiteit.
Een ander punt van kritiek is dat het internet der dingen snel wordt ontwikkeld zonder goed rekening te houden met veiligheid en met aanpassingen in regelgeving die noodzakelijk zullen zijn. In het bijzonder zullen, bij verdere verspreiding van het internet der dingen, cyberaanvallen een meer fysiek karakter krijgen in plaats van zich slechts af te spelen in de virtuele wereld. In Forbes, in januari 2014, noemde cybersecurity columnist Joseph Steinberg diverse met het internet verbonden applicaties die nu al "mensen in hun eigen huis kunnen bespieden", waaronder televisies, keukenapparatuur, camera's, en thermostaten.
In een rapport van het Amerikaanse National Intelligence Council staat dat het moeilijk zal zijn om "toegang tot netwerken bestaande uit sensoren en op afstand bestuurde objecten te ontzeggen aan vijanden van de VS en criminelen. Een open markt voor geaggregeerde sensor-gegevens zal naast het bevorderen van commercie en veiligheid ook criminelen en spionnen helpen bij het in kaart brengen van kwetsbare doelen. Het op grote schaal combineren van sensorgegevens kan de maatschappelijke cohesie ondermijnen als het niet te verenigen blijkt te zijn met garanties uit het Fourth-Amendment tegen onredelijke zoekacties." In het algemeen kan worden vastgesteld dat de intelligence-sector het internet der dingen beschouwt als een rijke gegevensbron.
Er is brede erkenning voor het feit dat ontwerp en beheer van het internet der dingen via evolutie zich verder zullen ontwikkelen. De ontwerpen van toekomstvaste en veilige oplossingen zullen daarom moeten uitgaan van "anarchistische schaalbaarheid". Toepassing van dit concept kan worden uitgebreid naar fysieke systemen (beheerde objecten in de reële wereld), mits bij het ontwerp daarvan rekening is gehouden met onzekerheid in de beheereigenschappen. De mogelijkheden van het internet der dingen kunnen dus in de toekomst geheel worden benut als de fysieke systemen kunnen werken met alle mogelijke beheersystemen zonder risico op uitval.
Justin Brookman, van het Center for Democracy and Technology, maakt zich zorgen over de gevolgen die het internet der dingen zal hebben op de privacy van de consument. Zijn uitspraak is: "Er zijn binnen de commercie mensen die zeggen ‘Oh, big data — prima, we slaan alles op, gooien nooit iets weg, en later huren we iemand in om na te denken over security.’ De vraag is of we afspraken wensen te maken om hier beperkingen aan op te leggen."
De American Civil Liberties Union (ACLU) ziet het probleem dat het internet der dingen ten koste kan gaan van de controle die burgers hebben over hun eigen leven. De ACLU schreef "Het is simpelweg niet mogelijk om te voorspellen hoe deze enorme krachten -- die vooral terechtkomen bij bedrijven die zoeken naar financieel gewin en regeringen die zoeken naar steeds meer controle -- zullen worden aangewend. Het is goed denkbaar dat 'Big Data' en het internet der dingen het voor ons moeilijker zullen maken onze eigen levens in eigen hand te hebben, terwijl we steeds meer afhankelijk worden van machtige bedrijven en overheidsorganen die voor ons steeds ondoorzichtiger worden."
Een aspect dat vaak wordt vergeten heeft te maken met de gevolgen voor het milieu van het fabriceren, gebruiken en uiteindelijk als afval verwerken van apparatuur met veel halfgeleiders. Moderne elektronica bevat een grote diversiteit aan zware metalen en zeldzame metalen, en daarnaast zwaar giftige chemische bestanddelen. Dit maakt recyclen bijzonder lastig. Elektronische componenten worden vaak simpelweg gedumpt, en vervuilen vervolgens de bodem, grondwater, oppervlaktewater en lucht. Dit kan uiteindelijk leiden tot chronische ziektes bij mensen. Daarnaast neemt de milieuschade die samenhangt met het winnen van de voor moderne elektronische componenten noodzakelijke zeldzame metalen, steeds meer toe. Hoewel op wereldschaal de productie van elektronische apparatuur groeit, worden slechts weinig van de metalen (van niet meer gebruikte apparatuur) verzameld voor hergebruik. De gevolgen voor het milieu zullen hierdoor toenemen.
Bij het internet der dingen zal vaker dan voorheen sprake zijn van het inbouwen van elektronica in alledaagse objecten, zoals lichtschakelaars. Daarnaast is bekend dat de belangrijkste aanleiding voor het vervangen van elektronische componenten vaker het voortschrijden van de techniek is, dan het daadwerkelijk niet meer functioneren van de component. Het is dus te verwachten dat in de toekomst ook alledaagse objecten vaker zullen worden vervangen dan we gewend waren. Dit zal ook weer leiden tot (veel) meer afval.
In de marketing rondom het internet der dingen zal soms de nadruk worden gelegd op de realiseerbare energiebesparing. Vaak kan hetzelfde voordeel worden behaald door het hebben van een goed lopende huishouding.